# 马克·拉基塔
马克·谢苗诺维奇·拉基塔（俄语：Марк Семенович Ракита，1938年7月22日—），苏联前男子击剑运动员。他曾参加1964年、1968年和1972年三届夏季奥运会，共收获两枚金牌和两枚银牌。